# João Gomes da Silva

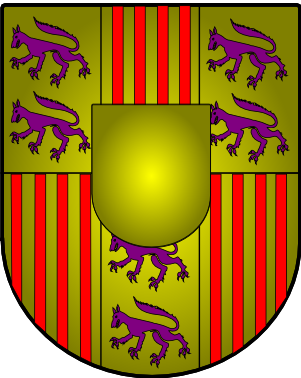
herb hrabiów Tarouca

João Gomes da Silva, hrabia Tarouca (ur. 5 lipca 1671 w Lizbonie, zm. 29 listopada 1738 w Wiedniu) – portugalski dyplomata .
Jego rodzicami byli Manuel Telles da Silva i Luiza Mascarenhas.
W latach 1709–1710 był posłem Portugalii w Londynie. Od 1712 do 1713 on i Luís da Cunha negocjowali (1710–1712) pokój w Utrechcie (1713) w imieniu Portugalii (instrukcje w tej sprawie otrzymał 18 stycznia 1709 roku). Od 1713 do 1724 był ambasadorem w Hadze, a w latach 1724-1732 w Paryżu.
W 1688 roku jego żoną została Joanna Roza de Menezes (zm. 1734), córka Estęvăo de Menezes i Eleny de Noronha. Mieli dwoje dzieci:
- Manuel Telles da Silva (1696-1771), którego żoną została 26 września 1740 roku w Wiedniu Amabilia Johanna von Schleswig-Holstein-Sonderburg-Beck.
- Luiza Josefina de Menezes, której mężem został 28 lutego 1713 roku António de Noronha (1680-1735), którego ojcem był wpływowy polityk Pedro António de Menezes Noronha de Albuquerque (1661-1731).